# Szabadszállás
Szabadszállás là một thành phố thuộc hạt Bács-Kiskun, Hungary. Thành phố này có diện tích 164,62 km², dân số năm 2010 là 6141 người, mật độ 37 người/km².